# Warhammer 40,000: Chaos Gate
Warhammer 40,000: Chaos Gate — відеогра жанру покрокової стратегії, заснована на настільній грі Warhammer 40,000 від Games Workshop. Була розроблена Random Games і видана Strategic Simulations, Inc. 31 жовтня 1998 року.
Гравець командує загонами Космодесанту ордену Ультрамаринів під керівництвом капітана Крюгера. Вони виступають проти армій Хаосу лорда Зімрана, у вигляді легіону Носіїв Слова і їхніх демонічних союзників.

## Ігровий процес
Гра відбувається покроково на сітчастій розмітці місцевості. Кожен хід Ультрамарин може виконати певну кількість дій, в залежності від кількості очок дії у нього. Дії включають переміщення та атаку. Сили Хаосу потім ходять в свою чергу таким же чином. Загони, техніка, представлені в грі, взяті з офіційного кодексу Ультрамаринів другої редакції для настільної гри Warhammer 40,000.
Chaos Gate включає в себе деякі RPG-подібні елементи. Всі підконтрольні гравцеві бійці мають ряд загальних параметрів, значення яких ростуть по ходу гри, але лише у тих, які беруть участь в бойових діях. Загиблі Космодесантники не замінюються, що додає новий рівень складності в грі.
Гравцям доступні як поодинокі воїни (Капітан, Капелан, Апотекарій, Технодесантник, Бібліарій) так і загони (Тактичний, Важкоозброєний, Штурмовий і загін Термінаторів), які можна екіпірувати різними обладунками, зброєю і обладнанням. Бібліарій здатний користуватися псайкерськими силами, аналогом магії у всесвіті Warhammer 40,000. В деяких місіях доступна військова техніка.
За успішне виконання завдань в кінці місій гравець отримує Знаки Пошани, яких є чотири види: Термінаторський Хрест, Почесті снайпера, Імперські лаври і Печатка Чистоти.

## Сюжет
Кампанія складається з 15-и основних місій та низки додаткових, які кожного разу генеруються інакше. Додаткові місії не впливають на сюжет, але дозволяють розвинути бійців і здобути нове спорядження.
На початку Ультрамарини під командуванням капітана Крюгера розшукують викрадену служителями Хаосу реліквію, Concordat Chaosium, яка складається з двох частин. Після повернення першої частини з храму культистів Хаосу, союзні війська доповідають про напад ворожих сил. Космодесантники Хаосу атакують шахтраську колонію планети Кімерра III, Ультрамарини приходять на допомогу та винищують ворогів. Згодом Космодесантники дізнаються про Ворота Хаосу на планеті Кімерра IV, крізь які надходять підкріплення ворога. Лорд Зімран виходить на зв'язок, насміхаючись з Ультрамаринів та демонструючи другу частину Concordat Chaosium.
Ультрамарини пробиваються в фортецю Хаосу на Кімеррі IV до храму, в якому містяться Ворота. Знищення Воріт ще не означає перемогу, бійці Хаосу тікають на космічному кораблі. Сенсори корабля Ультрамаринів виходять з ладу, тож воїнам Крюгера доводиться висадитися на найближчій планеті та знайти запчастини. Врешті Космодесантники вислідковують ворогів та наздоганяють втікачів, однак корабель виявляється, на перший погляд, покинутим. Вони проводять диверсію на кораблі Зімрана. Після операції на кораблі один з Ультрамаринів опиняється в полоні і на його визволення відведена ціла місія.
Нарешті Ультрамарини можуть взятися за повернення другої частини реліквії, яка знаходиться в Храмі капеланів Хаосу на Кімеррі IV. Подальшому просуванню стає на заваді станція на льодяній планеті Берріен, де знаходилася секретна зброярня. Тут в розпорядження Ультрамаринів надходить техніка — Лендспідер. Тепер стає можливим перемогти Зімрана, та до нього можна дістатся лише через ще одні Ворота, поховані в льодах. Космодесантники знищують охорону, після чого входять у Ворота і опиняються у володіннях Зімрана на Крейнааті, планеті Пожирачів світів, яку охороняють чаклуни бога Цзінча. З допомогою зібраної реліквії вони відкривають ще одні Ворота та дістаються до ворожого лідера на планеті Дайзанн. Ультрамарини долають Зімрана, а у фінальному відеоролику Крюгер проголошує, що, хоч Зімран і вбитий, та сили Хаосу досі існують, отож Ультрамаринам слід готуватись до нових боїв.